# وليم ر. برادشاو
وليم ر. برادشاو (بالإنجليزية: William R. Bradshaw)‏ (1851، جزيرة أيرلندا في المملكة المتحدة - 19 يوليو 1927 في الولايات المتحدة)؛ صحفي وروائي أمريكي.